# Habroleptoides assefae
Habroleptoides assefae is een haft uit de familie Leptophlebiidae. De wetenschappelijke naam van de soort is voor het eerst geldig gepubliceerd in 1986 door Sartori & Thomas.
De soort komt voor in het Palearctisch gebied.